# Angelica Burevik
Angelica Burevik Törnqvist (* 7. Dezember 1958 in Helsingborg) ist eine ehemalige schwedische Fußballspielerin. Die Abwehrspielerin bestritt von 1981 bis 1985 30 Länderspiele für die Nationalmannschaft, mit der sie 1984 die erste Europameisterschaft (der Frauen) gewann.

## Karriere

### Vereine
Burevik spielte ausschließlich für den in ihrem Geburtsort ansässigen Stattena IF in einer unterklassigen Liga Vereinsfußball.

### Nationalmannschaft
Burevik bestritt 30 Länderspiele für die Nationalmannschaft; ihr erstes am 23. Mai 1981 in Montauban beim 6:1-Sieg im Freundschaftsspiel gegen die Nationalmannschaft Frankreichs und ihr letztes am 9. Oktober 1985 in Jönköping beim 5:0-Sieg über die Nationalmannschaft Belgiens im dritten Spiel der EM-Qualifikationsgruppe 3.
Sie bestritt alle sechs Spiele der EM-Qualifikationsgruppe 1 und nahm mit ihrer Mannschaft an der (für Frauen) ersten  offiziellen Europameisterschaft 1984 teil. In den seinerzeit in Hin- und Rückspiel ausgetragenen Halbfinal- und Finalspielen wurde sie in allen vier Turnierspielen eingesetzt. Das Finale gegen die Nationalmannschaft Englands erforderte ein Elfmeterschießen, da jede Mannschaft ihr Spiel auf heimischen Terrain mit 1:0 gewonnen hatte. In diesem setzte sich ihre Mannschaft mit 4:3 durch, da die Engländerinnen zwei Schüsse vergaben, die Schwedinnen jedoch nur einen. Zwei weitere EM-Qualifikationsspiele – zusätzlich zu dem oben zuvor genannten – bestritt sie am 25. Mai und am 11. Juni 1985 in der Gruppe 3. Ihre restlichen 16 Länderspiele waren in Freundschaft ausgetragene, wobei der Sieg über die Nationalmannschaft der Niederlande am 26. September 1981 in Borås mit 7:0 am höchsten ausfiel.

## Erfolge
- Europameister 1984